# Im Tempel der Venus
Im Tempel der Venus ist ein gegen Ende des Zweiten Weltkrieges entstandener deutscher Spielfilm in Schwarzweiß  von Hans H. Zerlett, ein so genannter Überläufer. Das Drehbuch verfasste der Regisseur. Es beruht auf dem 1943 entstandenen Bühnenstück „Mit meinen Augen“ von Curt Johannes Braun. Ursprünglich sollte auch der Film diesen Titel tragen. Die Hauptrollen sind mit Olga Tschechowa, Willy Birgel, Friedrich Domin und Olly Holzmann besetzt. In die westdeutschen Kinos kam der Film erstmals am 27. Februar 1948. 

## Handlung
Ein Jahr ist es her, seit die schöne Tänzerin Carola Weber hier, unter Palmen am Mittelmeer, einen Mann kennengelernt hatte, dem sie in einer prekären Lage beistand. Jetzt hofft sie, ihn an dieser Stelle wieder zu treffen. Wer sonst hätte ihr während der letzten Wochen jeden Tag drei langstielige dunkelrote Rosen zukommen lassen? – Die Rosen stammen jedoch nicht von dem Unbekannten, sondern von Richard Doysen, der Carola schon seit Längerem heimlich verehrt. Heute endlich fasst er den Mut, die Schöne zu bitten, seine Frau zu werden. Um ihr Nein zu begründen, erzählt ihm Carola ihre Geschichte.
Etwas später begegnet Richard Doysen im selben Hotel dem Mann, auf den Carola wartet: Dr. Cornelius Riehl. Die beiden Männer setzen sich an die Bar, und jetzt hört Doysen zum zweiten Mal die Geschichte, die er kurz davor schon von der Tänzerin gehört hatte. Allerdings ist in seiner Erzählung von einer Seiltänzerin die Rede. 
Eine Rückblende schildert das Geschehen vor einem Jahr: Zunächst zeigt der Film Brigitte Voss, eine kapriziöse und verspielte junge Dame, die sich immer zur passenden Zeit ins Wasser fallen lässt, um sich dann von dem Mann, auf den sie gerade ein Auge geworfen hat, „retten zu lassen“. Damals war Cornelius Riehl der Auserwählte. Er genoss es, mit Brigitte eine kleine Liebelei zu erleben. Brigitte nutzte zwar die Gelegenheit aus, um Cornelius viel Geld aus der Tasche zu ziehen, aber beide waren glücklich dabei. Dies änderte sich jedoch jäh, als Kapitän Brodersen auftauchte, mit dem sich Brigitte erst vor kurzem verlobt hatte. Zu allem Überfluss war der auch noch ein guter Bekannter von Cornelius. Dieser hatte erst kürzlich Brodersen vorgeschwärmt, welch süßen Engel er kennengelernt hätte. In dieser verzweifelten Situation musste jetzt schnell eine andere Frau her – und so kam er auf Carola!
Doysen will verhindern, dass Carola die wahren Zusammenhänge erkennt. Aber lange hat er damit keinen Erfolg: Die Tänzerin erfährt, dass alles nur ein Spiel war. Ein schöner Traum scheint zu zerfließen. Cornelius aber, der schon bei seiner ersten Begegnung von Carola beeindruckt war, fasst nun, als er sie wiedersieht, den Entschluss, sie um ihre Hand zu bitten. Die Tänzerin hat sich schon dazu durchgerungen, Cornelius zu vertrauen, da taucht auf einmal wieder Brigitte auf und fällt Cornelius um den Hals. Das ist Carola zu viel, sie wünscht Cornelius viel Glück und geht. Dieser klärt Brigitte auf, jetzt sei „etwas kaputtgegangen, was allzu zerbrechlich war.“ Brigitte verspricht, es wieder in Ordnung zu bringen. Durch ihre Vermittlung findet das Liebespaar schließlich am Tempel der Aphrodite (sic!) wieder zusammen.

## Produktionsnotizen
Die Dreharbeiten fanden 1944 in den Ateliers der Bavaria Film im Gründwalder Ortsteil Geiselgasteig. Die Bauten wurden von den Filmarchitekten Franz Bi und Bruno Lutz geschaffen.

## Kritik
Das Lexikon des internationalen Films bemerkt lapidar, es handle sich um ein „verlogenes Gesellschaftsmelodram“.

## Quelle
Programm zum Film: Illustrierte Film-Bühne, Verlag Filmbühne GmbH, München 2, Nummer 621